# Alekos Hofstetter
Alekos Hofstetter (* 30. August 1967 in Bonn) ist ein deutscher Maler und Zeichner.

## Werk

### Malerei
Alekos Hofstetter wurde 1967 in Bonn geboren und wuchs in Bonn, Brüssel und Bangkok auf. 1989 nach Abbruch eines Philosophiestudiums an der Rheinischen Friedrich-Wilhelms-Universität Bonn, Umzug nach Dresden. 1989 gründete er die Künstlergruppe Bewegung Nurr gemeinsam mit Christian Steuer und Daniel H. Wild in Dresden, die sich dem Thema Kunst im öffentlichen Raum widmet. Seit 1996 lebt und arbeitet Hofstetter in Berlin. Zunächst behandelten seine Bilder die Zerstörung und das Ruinöse in Medienlandschaften und deren medialen Verbreitung. Er beschäftigt sich seit 2011 zunehmend in seinem Werkzyklus Tannhäuser Tor mit Themen der modernen Architektur und der Nachkriegsarchitektur, insbesondere mit dem sogenannten Brutalismus, so z. B. in Ausstellungen im Goethe-Institut Toronto, der Neue Gesellschaft für Bildende Kunst (NGBK Berlin), und zuletzt 2018 mit dem Streetart-Künstler Evol im denkmalgeschützten Schulgebäude Sckellstraße, Dortmund, gefördert durch den Bund Deutscher Architekten (BDA e.V.).

### Theaterarbeit
Alekos Hofstetter kooperiert außerdem im Rahmen von verschiedenen Theaterprojekten mit der Berliner Bühnenbildnerin Nina von Mechow, unter anderem für Stücke von George Tabori am Theater in der Josefstadt, Wien, und für René Pollesch am Deutschen Theater Berlin.

## Stipendien
Hofstetters Werke wurden zum Teil durch Stipendien der Stiftung Kulturfonds, Berlin, der Stiftung F.AIM, Den Haag, des Else Heiliger Fonds, Berlin, der Stiftung Dr. Robert und Lina Thyll–Dürr, Elba/IT, Künstlerhauses Lukas, Ahrenshoop und die Stanglerhof Residency, Bozen/IT, unterstützt.